# Cubitalia baal
Cubitalia baal är en biart som beskrevs av Engel 2006. Cubitalia baal ingår i släktet Cubitalia och familjen långtungebin. Inga underarter finns listade i Catalogue of Life.